# Акулинин, Иван Григорьевич
Ива́н Григо́рьевич Акули́нин (12 (24) января 1880 — 26 ноября 1944) — русский военачальник, генерал-майор Белой армии. В некоторых источниках его имя указано как Пётр.
Участник Русско-Японской, Первой мировой и Гражданской войн. Участник Белого движения.

## Биография
Потомственный оренбургский казак. Родился в 1880 году в посёлке Урлядинский, станицы Карагайской, 2-го (Верхнеуральского) отдела Оренбургского казачьего войска.
Окончил Верхнеуральское городское училище. В 1900 году поступил на военную службу вольноопределяющимся, затем поступил в Оренбургское казачье юнкерское училище, по окончании которого в 1903 году в чине хорунжего получил назначение во 2-й Оренбургский казачий полк.

### Участие в Русско-Японской войне
Участвовал в войне в составе 4-го Сибирского казачьего полка. В 1905 году был назначен адъютантом 14-го Оренбургского казачьего полка. В 1906 году был переведён во 2-ю Оренбургскую сотню Лейб-Гвардии Сводно-казачьего полка. Произведён в подъесаулы.

### Учёба в Академии Генерального шатаба
В 1913 году окончил Академию Генерального штаба по 1-му разряду, с причислением к Генеральному штабу. После выпуска из академии приказом по ГШ № 36 за 1913 год был прикомандирован к Офицерской кавалерийской школе на 2 года, для изучения технической стороны кавалерийской службы. Уже в тот период Акулинин начал заниматься научно-исследовательской работой по истории Оренбургского казачьего войска.

### Участие в Первой мировой войне
Начал Первую мировую войну старшим адъютантом Штаба 3-й Донской казачьей дивизии. Был награждён Георгиевским оружием, а за бои близ Сандецы был удостоен ордена Святого Георгия 4-й степени. После боев у Сандецу был эвакуирован на Кавказ для лечения, откуда был вызван на службу в Главное управление Генерального штаба, где служил до 1916 года.
С конца 1915 года преподавал тактику во Владимирском военном училище и Пажеском корпусе. Был членом георгиевской думы. Принимал участие в межсоюзной конференции Антанты, получил французский Орден Почётного легиона.
Был произведён в полковники.

### Участие в гражданской войне
После захвата власти в стране большевиками перебрался из Петрограда в область Оренбургского Казачьего Войска и был там избран депутатом войскового круга, а вскоре стал заместителем войскового атамана А. И. Дутова в войсковом правительстве. В августе 1918 года возглавлял войсковую организацию Оренбургского казачьего войска на предварительном Государственном совещании в Челябинске представителей государственных образования Востока России.
1 октября 1918 года «за заслуги перед Родиной и войском» был Войсковым кругом произведён в генерал-майоры, что впоследствии было подтверждено приказом Верховного главнокомандующего войск Директории генерала В. Г. Болдырева от 4 октября 1918 года. С 19 октября 1918 года по 19 февраля 1919 года занимал пост главного начальника Оренбургского военного округа. С 21 февраля по 17 июня 1919 года командовал 2-м Оренбургским казачьим корпусом Отдельной Оренбургской армии.
Служил с 17 июня по 11 июля 1919 года начальником штаба походного атамана всех казачьих войск А. И. Дутова. Позднее командовал 1-м Оренбургским казачьим корпусом в составе Южной армии. После начала наступления Красной армии, в отличие от Дутова, уходившего на юго-восток, принял решение отходить с боеспособными и стойкими остатками частей корпуса (примерно 2000 человек), в область Уральского казачьего войска и присоединился к отдельной Уральской армии, где и служил с 11 июля по 11 ноября 1919 года.
В конце ноября оренбургские казаки во главе с Акулининым эвакуировались в армию генерала Деникина на Кавказ, где Акулинин представлял оренбуржцев на Верховном казачьем круге в начале 1920 года.
После отступления ВСЮР и Новороссийской эвакуации, в марте 1920 года оренбургские казаки во главе с Акулининым ушли в Грузию и были впоследствии перевезены в Русскую Армию в Крым к генералу Врангелю, где и продолжали борьбу вплоть до эвакуации армии Врангеля из Крыма в ноябре 1920 года.

### Эмиграция
И. Г. Акулинин эвакуировался из Крыма вместе с частями Русской армии в конце ноября 1920 года на французском транспорте для перевозки угля «Сцегед», совершенно не приспособленном для перевозки людей. На него было погружено 2 475 беженцев. Эвакуация прошла в очень тяжелых условиях, прежде всего из-за тесноты, большой скученности, паразитов и отсутствия света.
29 ноября 1920 года «Сцегед» прибыл в порт Дубровник Королевства Сербов, Хорватов и Словенцев, после небольшого карантина высадка русских беженцев была окончена к утру 6 декабря.
После непродолжительного пребывания в Дубровнике Акулинин перебрался в Белград, где вступил в белградское Общество русских офицеров Генерального штаба. 25 декабря 1921 года он выступил перед членами общества с докладом на тему «Советская Россия в конце 1921 года», в котором отметил, что «задача всех антибольшевистских сил — и в частности задача офицеров Генерального штаба — всеми силами и средствами содействовать ускорению падения коммунистической власти». В конце концов он устроился на работу в Державную комиссию.
В Белграде Акулинин вплотную соприкоснулся с проблемами казачьей эмиграции. Он оказывал помощь бывшим сослуживцам-участникам антибольшевистской борьбы в рядах Оренбургской армии, выдавая им удостоверения о политической благонадёжности. Эти бумаги, в обстановке подозрительности, характерной для белой эмиграции (и во многом оправданной), имели очень важное значение для их трудоустройства и вовлечения в общественную жизнь.
Когда 6 февраля 1921 года в г. Суйдин (Китай) был убит атаман Оренбургского казачьего войска генерал-лейтенант А. И. Дутов, возникла проблема сохранения преемственности атаманской власти. Заместителем атамана с 1 марта стал генерал Н. С. Анисимов, избранный на этот пост организационным собранием оренбургских казаков в Харбине. Он располагал значительными денежными суммами (свыше 100 000 золотых рублей), полученными от атамана Г. М. Семёнова на поддержку оренбуржцев в Китае, что и послужило одной из основных причин избрания Анисимова на атаманский пост. Позднее, уже после падения Белого Приморья, стало известно, что Анисимов растратил все имевшиеся в его распоряжении капиталы. Ему немедленно было выражено недоверие, а войсковым атаманом оренбургских казаков за рубежом был избран И. Г. Акулинин.
В приказе по Оренбургскому казачьему войску от 6 мая 1923 года, изданном в Харбине, было указано: «Организационное собрание Оренбургских казаков, протоколом от 16 февраля 1923 года постановило: генерала Анисимова лишить полномочий заместителя Войскового атамана и избрать Войсковым атаманом зарубежных оренбургских казаков Генерального штаба генерала Ивана Григорьевича Акулинина, находящегося в Западной Европе…».
О своем избрании атаманом он узнал только в июне 1923 года. В 1923 году переехал в Берлин, где поселился в пансионе Гюнтера (Pension Günther). Являясь с 1923 года представителем Восточного казачьего союза (Харбин) в Западной Европе, он вел переписку с великим князем Николаем Николаевичем, Донским атаманом А. П. Богаевским, председателем Объединённого совета Дона, Кубани и Терека, и другими видными деятелями Русского зарубежья.
Приблизительно в конце 1924 — начале 1925 годов Акулинин переехал в Париж (Франция). В 1930—1931 годах Акулинин являлся председателем Совета старшин Казачьего клуба в Париже, некоторое время был председателем Казачьего союза, стал одним из учредителей газеты «Возрождение», работал редактором казачьего отдела в журнале «Часовой», а также сотрудничал в других эмигрантских периодических изданиях. Собрал солидный архив по истории оренбургского казачества.
В 1928 году посвящён в масонство в русской парижской ложе «Юпитер» № 536 Великой ложи Франции, с 1929 года — помощник секретаря ложи, в 1931 году — привратник.
Автор мемуарно-исследовательских работ об истории белого движения в Оренбургском крае, работ по истории присоединения Сибири к Русскому государству. Собрал богатый архив.
Умер в Париже 26 ноября 1944 года и был похоронен на кладбище Сент-Женевьев де Буа.

## Награды
- Орден Святой Анны 4 степени «За храбрость» (1904).
- Орден Святого Станислава 3 степени с мечами и бантом (1904).
- Орден Святой Анны 3 степени с мечами и бантом (1904).
- Орден Святой Анны 2 степени с мечами (1905).
- Орден Святого Владимира 4 степени с мечами и бантом (1905).
- Орден Святого Георгия 4-й степени (1916).
- Георгиевское оружие (1915).

## Произведения
- Уральское казачье войско в борьбе с большевиками (1927).
- Оренбургское казачье войско в борьбе с большевиками (1933).
- Справка по истории Оренбургского казачьего войска (1937).